# 데얀 다먀노비치
데얀 다먀노비치(세르보크로아트어: Дејан Дамјановић / Dejan Damjanović, 1981년 7월 27일 ~ )는 몬테네그로 국적의 은퇴한 축구 선수로,  스트라이커로 활약했다. 유고슬라비아 (현재 보스니아 헤르체고비나) 모스타르 출생이다.

## 클럽 경력

### 초창기
1996년 FK 신델리치 베오그라드에서 프로 생활을 시작하였고, 2000년 FK 젤레즈니크로 이적하였다. 2001년 FK 스렘시차로 임대 이적하여 21경기에 출전하여 10골을 넣었고, 시즌이 끝난 뒤 복귀하였다. 2002년 FK 스렘으로 임대 이적하였지만, 별다른 인상을 남기지 못하며 시즌이 끝난 뒤 복귀하였다. 2003년 FK 베자니아로 이적하여 활약하였으며, 시즌이 끝난 뒤 FK 라드니츠키로 임대 이적하였지만, 별다른 인상을 남기지 못하며 시즌이 끝난 뒤 복귀하였다. 2006년 사우디아라비아 프리미어리그의 알아흘리로 임대 이적하여 8경기에 출전하여 7골을 넣었고, 시즌이 끝난 뒤 복귀하였다. 2007년 K리그의 인천 유나이티드로 이적하였고, 그 해 K리그 26경기에서 14골을 넣으며 득점 순위 3위에 올랐다.

### FC 서울에서의 전성기
인천 유나이티드에서의 활약으로 인하여 2007년 12월 이정열, 김태진과의 맞트레이드로 FC 서울으로 이적하였고, 2008년 7월 5일 포항 스틸러스와의 홈 경기에서 해트트릭을 터뜨리는 등 빼어난 활약을 선보였다. 2008년에는 29경기에서 15골을 넣으며 득점 순위 2위에 올랐으며, 이러한 인상적인 활약으로 인하여 이운재와 K리그 MVP를 경쟁하였다. 2009년에는 23경기에서 14골을 넣으며 득점 순위 2위에 올랐으며, 2009년 5월 5일 스리위자야 FC와의 AFC 챔피언스리그 조별 예선 다섯 번째 경기에서 해트트릭을 터뜨려 팀의 5-1 승리에 공헌하는 등 팀의 8강 진출에 크게 기여하였다.
2009년 7월 24일 맨체스터 유나이티드 FC와의 친선 경기에서 2골을 터뜨려 알렉스 퍼거슨 감독의 주목을 받기도 하였으며, 2009년 11월 셰놀 귀네슈 감독이 팀을 떠나 트라브존스포르 감독으로 취임하자 터키의 언론들은 데얀 또한 같이 이적할 것이라고 보도하기도 하였다.
2011 시즌에는 29경기에 출전하여 23골을 터뜨려 2위인 이동국을 7골 차로 제치고 득점왕을 차지하였다.
2012년 1월 광저우 헝다는 데얀의 영입을 위해 서울에 430만 달러의 이적료를 제의하였으나 서울이 이를 거절하자 500만 달러에 이르는 이적료를 재차 제안하였다. 하지만 서울이 다시 한 번 이를 거절하여 광저우의 영입 시도는 최종적으로 불발되었다. 이 과정에서 서울에서 받는 연봉에 2배에 달하는 금액을 제시받은 데얀이 이적이 불발된 것에 실망하여 팀과의 불화가 있다는 설이 제기되었고, 2012 시즌 개막전에서 최용수 감독이 전반전 도중 데얀을 교체 아웃 시킨 후 경기가 끝나고 이어진 언론과의 인터뷰에서 '신뢰를 보여줬음에도 약속을 어겼다'고 언급하여 불화설이 수면 위로 떠올랐으나 리그 2라운드를 앞두고 열린 미디어 데이에서 최용수 감독과 데얀이 직접 불화설은 사실 무근이라고 밝혔다. 2011년 5월 28일 인천 유나이티드와의 경기에서 전반 36분 기록한 골로 K리그 최단 기간 100골 기록을 달성하였다. 이 경기에서 데얀은 두 번째 골도 넣으며 101호 골 또한 성공시켰다. 7월 25일 대전 시티즌과의 경기에서 득점을 기록하여 사샤 드라쿨리치가 가지고 있던 K리그 외국인 최다 골 기록 104골을 경신하였다. 사샤 드라쿨리치는 271경기에서 104골을 기록하였으나 데얀은 181경기 만에 105골을 성공시켜 경기당 골 기록에서도 사샤를 앞서게 되었다.
2012 시즌에는 42경기에 출전하여 31골을 기록하며 2003년 김도훈이 세웠던 한 시즌 개인 최다골 기록(28골)을 3골차로 경신하였고, 2년 연속 득점왕을 차지하였다. 폭발력과 꾸준함을 모두 겸비한 그는 사리체프, 라데, 샤샤, 모따 등을 제치고 K리그 역대 최고 외국인 선수의 반열에 올랐다.,
2013 시즌에는 19골을 기록, 울산 현대의 김신욱과 동률을 이루었으나 출전 경기수가 적어서 K리그 역사상 전무후무한 득점왕 3연패를 기록하였고, 2013 K리그 클래식 베스트 11 공격수 부문에 선정되었다.
2013 시즌이 끝나고, 42억원의 이적료로 중국의 장쑤 슌톈으로 이적하였다. 2014년 1월 6일에 있었던 고별 기자회견에서 데얀은 집을 떠나지만 언젠가는 다시 돌아오겠다"며 아쉬운 작별 인사를 건넸다.

### 장쑤 슌톈
14경기에서 5골을 기록하였으나 반 시즌 만에 베이징 궈안으로 이적하였다.

### 베이징 궈안
2014년 7월 17일 베이징 궈안으로의 이적이 발표되었다. FC 서울에서 같이 뛰었던 하대성과 다시 만나게 되었다.

### FC 서울로의 복귀
2015년 12월 28일 선수생활의 마지막은 친정팀 FC 서울과 함께하기 위해 2년 계약을 맺고 복귀하였다.

2016년 1월 7일 입단 기자회견이 열렸으며 재입단 소회와 앞으로의 각오를 밝혔다.
그 후, 데얀은 2016 시즌에 필드골로만 13골을 기록하여 팀을 K리그 정상에 올려놓았고, 2017 시즌을 마지막으로 FC서울과의 계약을 종료하였다.

### 수원 삼성 블루윙즈
2017시즌 후, 서울과 계약이 만료된 데얀은 서울로부터 은퇴와 코치직을 제안 받았다 그러나 선수 생활을 더 이어가고 싶다는 의견을 내비치면서 태국과 중국 등 해외 다른 리그를 타진했지만 나이 등 때문에 쉽게 팀을 찾지 못했다. 결국, 데얀은 2018년 1월 4일에 서울의 라이벌 팀인 수원 삼성 블루윙즈로 이적하였다. 그 후, 데얀이 수원으로 이적하자, 분노한 서울 팬들은 구단 홈페이지에 불만을 표출하기도 하였다.
2018년 1월 30일 AFC 챔피언스리그 플레이오프 FLC 타인호아와의 경기에서 후반 41분 바그닝요의 패스를 논스톱 슈팅으로 받아 득점에 성공하며 수원 이적 후 첫 득점을 기록했다. 2018년 3월 31일 제주 유나이티드와의 경기에서 득점에 성공하며 리그 첫 골을 기록했다. 시즌 중 서정원 前 수원 감독의 크로스 전술로 인해 발밑이 좋은 선수인 데얀은 약간의 전술적 적응에 어려움이 있었다.
하지만 그는 그에 굴하지 않고 열심히 뛴 결과 현재 리그 22경기 10골 1도움,아챔(플옵포함) 9경기 8골 1도움, FA컵 2경기 3골 1도움, 통산 33경기 21골 3도움으로 나이에 맞지 않는 에이스로써의 활약을 보여주고 있다.
AFC 챔피언스리그 전북현대와의 경기에서 멀티골을 몰아 넣으면 1차전 3:0 스코어에 큰 활약을 하였다. 데얀의 활약으로 2차전에서도 4강으로 가는 유리한 고지에 올라섰다.
데얀은 2018시즌에만 총 49경기 27득점 6도움을 기록하며 수원삼성에서의 데뷔시즌을 성공적으로 마무리하였다.

특히 올 시즌 AFC 챔피언스리그 경기에서 개인통산 35골을 이루어내며 이동국과 최다득점의 타이를 이루었다.

데얀은 1+1계약으로 수원 삼성에 입단하였지만 연장의 대한 기사가 없어 앞으로의 거취에 대해 많은 말들이 오가고 있는 상황이었으며

인터뷰 내에서 AFC 챔피언스리그에서 이루어 낸 본인의 기록에 큰 의미를 부여했던 데얀이었는데 수원 삼성은 2019년 AFC 챔피언스리그리그에 진출 하지 못했기에 데얀 거취가 더욱 더 불분명해졌다.

하지만 데얀은 이적하지 않았고 2018년 12월 4일 1년 재계약에 협상하였다.
하지만 2019시즌 중에는 이임생 체제에서 완전히 밀려나 FA컵 우승 현장 및 많은 경기에 뛰지 못하고, K리그2 경기 직관하는 모습이 중계 화면에 잡히기도 하였다. 결국 데얀은 시즌이 끝난 시점에 제계약은 이루어지지 않았고 FA로 팀을 떠나게 되었다.

### 대구 FC
2020시즌을 앞두고 K리그1의 대구 FC로의 입단이 발표되었다.

### 킷치 SC
2021년 1월 9일, 홍콩 프리미어리그의 킷치 SC로 이적했다.
그 후, 3시즌 간 뛰고 현역 은퇴를 선언하였다.

## 국가대표팀 경력

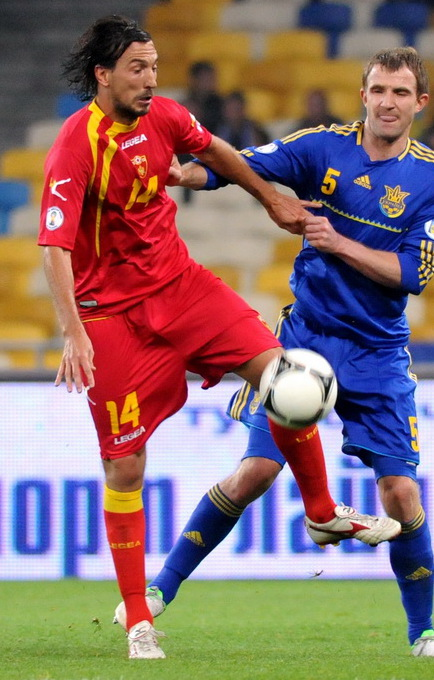
몬테네그로 축구 국가대표팀에서 활양중인 데얀-2012년

K리그 FC 서울에서의 활약을 인정받아 2008년 9월 6일 아일랜드, 9월 10일 불가리아와의 2010년 FIFA 월드컵 예선을 위한 몬테네그로 축구 국가대표팀에 처음으로 발탁되어 합류하였으며
그 후 2008년 10월 15일 레체에서 열린 이탈리아와의 2010년 FIFA 월드컵 예선에서 몬테네그로 국가대표팀으로 데뷔전을 치렀다.
2009년 6월 6일 라르나카에서 열린 키프로스와의 2010년 FIFA 월드컵 예선에서 2골을 터뜨리며 A매치 첫 득점을 올렸다. 그 뒤 2010년 FIFA 월드컵 예선에 출전했으며, K리그로 이적한 이후 국가대표팀에 발탁된 선수 중 하나이다. 2012년 10월 16일 2014년 월드컵 유럽 지역 예선 우크라이나와의 원정 경기에서 A매치 3번째 골을 터뜨렸고 이 골은 결승골이 되었다. 2013년 3월 26일 2014년 월드컵 유럽 지역 예선 잉글랜드와의 홈 경기에서 A매치 4번째 골을 터뜨렸고 이 골은 동점골이 되었으며 이후 영국 언론 선과 인터뷰를 하기도 했다.

## 경력 통계

### 클럽 기록
- 마지막 업데이트: 2018년 12월 4일
- 리그컵을 제외한 K리그 정규리그 득점 기록만 합산하였다.

| 시즌      | 클럽                   | 리그                           | 디비젼 | 경기 | 득점 |
| --------- | ---------------------- | ------------------------------ | ------ | ---- | ---- |
| 1998-2000 | FK 신델리치 베오그라드 | 유고슬라비아 3부리그           | 3부    | 33   | 8    |
| 2000-01   | FK 젤레즈니크          | 유고슬라비아 1부리그           | 1부    | 3    | 0    |
| 2001-02   | FK 젤레즈니크          | 유고슬라비아 1부리그           | 1부    | 10   | 0    |
| 2001-02   | FK 라스타              | 유고슬라비아 1부리그           | 1부    | 21   | 10   |
| 2002-03   | FK 스렘                | 세르비아 몬테네그로 수페르리가 | 2부    | 8    | 0    |
| 2003-04   | FK 베자니아            | 세르비아 몬테네그로 수페르리가 | 2부    | 18   | 13   |
| 2004-05   | FK 라드니츠키          | 세르비아 몬테네그로 수페르리가 | 1부    | 18   | 4    |
| 2004-05   | FK 베자니아            | 세르비아 몬테네그로 수페르리가 | 2부    | 19   | 8    |
| 2005-06   | FK 베자니아            | 세르비아 몬테네그로 수페르리가 | 2부    | 24   | 11   |
| 2005-06   | 알아흘리               | 사우디아라비아 프리미어리그    | 1부    | 8    | 7    |
| 2006      | FK 베자니아            | 메리디안 수페르리가            | 1부    | 15   | 5    |
| 2007      | 인천 유나이티드        | K리그1                         | 1부    | 26   | 14   |
| 2008      | FC 서울                | K리그1                         | 1부    | 29   | 15   |
| 2009      | FC 서울                | K리그1                         | 1부    | 23   | 14   |
| 2010      | FC 서울                | K리그1                         | 1부    | 28   | 13   |
| 2011      | FC 서울                | K리그1                         | 1부    | 30   | 24   |
| 2012      | FC 서울                | K리그1                         | 1부    | 42   | 31   |
| 2013      | FC 서울                | K리그1                         | 1부    | 29   | 19   |
| 2014      | 장쑤 순텐              | 중국 슈퍼리그                  | 1부    | 11   | 5    |
| 2014      | 베이징 궈안            | 중국 슈퍼리그                  | 1부    | 16   | 10   |
| 2015      | 베이징 궈안            | 중국 슈퍼리그                  | 1부    | 29   | 16   |
| 2016      | FC 서울                | K리그1                         | 1부    | 36   | 13   |
| 2017      | FC 서울                | K리그1                         | 1부    | 37   | 19   |
| 2018      | 수원 삼성 블루윙즈     | K리그1                         | 1부    | 32   | 13   |
| 총계      | 총계                   | 총계                           | 총계   | 542  | 270  |

### K리그 기록
- - 마지막 업데이트: 2018년 12월 4일

| 클럽               | 시즌        | K리그 클래식 | K리그 클래식 | K리그 클래식 | FA컵   | FA컵 | FA컵 | 리그컵 | 리그컵 | 리그컵 | AFC 챔피언스리그 | AFC 챔피언스리그 | AFC 챔피언스리그 | 시즌 합계 | 시즌 합계 | 시즌 합계 |
| 클럽               | 시즌        | 출장수       | 득점         | 도움         | 출장수 | 득점 | 도움 | 출장수 | 득점   | 도움   | 출장수           | 득점             | 도움             | 출장수    | 득점      | 도움      |
| ------------------ | ----------- | ------------ | ------------ | ------------ | ------ | ---- | ---- | ------ | ------ | ------ | ---------------- | ---------------- | ---------------- | --------- | --------- | --------- |
| 인천 유나이티드    | 2007        | 26           | 14           | 1            | 4      | 1    | 0    | 10     | 5      | 2      | N/A              | N/A              | N/A              | 40        | 20        | 3         |
| 인천 유나이티드    | 인천 통산   | 26           | 14           | 1            | 4      | 1    | 0    | 10     | 5      | 2      | 0                | 0                | 0                | 40        | 20        | 3         |
| FC 서울            | 2008        | 29           | 15           | 6            | 1      | 0    | 0    | 4      | 0      | 0      | N/A              | N/A              | N/A              | 34        | 15        | 6         |
| FC 서울            | 2009        | 23           | 14           | 1            | 2      | 0    | 1    | 2      | 0      | 0      | 9                | 5                | 1                | 36        | 19        | 3         |
| FC 서울            | 2010        | 28           | 13           | 7            | 1      | 0    | 0    | 7      | 6      | 3      | N/A              | N/A              | N/A              | 36        | 19        | 10        |
| FC 서울            | 2011        | 30           | 24           | 7            | 3      | 3    | 0    | 0      | 0      | 0      | 9                | 5                | 2                | 42        | 32        | 9         |
| FC 서울            | 2012        | 42           | 31           | 4            | 2      | 0    | 2    | -      | -      | -      | N/A              | N/A              | N/A              | 44        | 31        | 6         |
| FC 서울            | 2013        | 29           | 19           | 5            | 2      | 1    | 0    | -      | -      | -      | 13               | 7                | 1                | 44        | 27        | 6         |
| FC 서울            | 2016        | 36           | 13           | 2            | 4      | 1    | 0    | -      | -      | -      | 11               | 5                | 3                | 51        | 19        | 5         |
| FC 서울            | 2017        | 37           | 19           | 3            | 2      | 0    | 0    | -      | -      | -      | 4                | 3                | 0                | 43        | 22        | 3         |
| FC 서울            | 서울 통산   | 254          | 148          | 35           | 17     | 5    | 3    | 13     | 6      | 3      | 46               | 25               | 7                | 330       | 184       | 48        |
| 수원 삼성 블루윙즈 | 2018        | 32           | 13           | 3            | 4      | 4    | 1    | -      | -      | -      | 13               | 10               | 1                | 45        | 27        | 5         |
| 수원 삼성 블루윙즈 | 2019        | 0            | 0            | 0            | 0      | 0    | 0    | -      | -      | -      | 0                | 0                | 0                | 0         | 0         | 0         |
| 수원 삼성 블루윙즈 | 수원 통산   | 32           | 13           | 3            | 4      | 4    | 1    | -      | -      | -      | 13               | 10               | 1                | 45        | 27        | 5         |
| 커리어 통산        | 커리어 통산 | 311          | 175          | 39           | 25     | 10   | 4    | 23     | 11     | 5      | 59               | 35               | 8                | 415       | 231       | 56        |

### 국가대표팀 득점 기록
- 마지막 업데이트: 2015년 6월 14일
- 득점과 결과 리스트는 몬테네그로 축구 국가대표팀의 득점을 먼저 기록하였다.

| # | 일시             | 장소                   | 상대 국가  | 득점 | 결과 | 경기 형식                         |
| - | ---------------- | ---------------------- | ---------- | ---- | ---- | --------------------------------- |
| 1 | 2009년 6월 6일   | 키프로스, 라르나카     | 키프로스   | 1-2  | 2-2  | 2010년 FIFA 월드컵 유럽 지역 예선 |
| 2 | 2009년 6월 6일   | 키프로스, 라르나카     | 키프로스   | 2-2  | 2-2  | 2010년 FIFA 월드컵 유럽 지역 예선 |
| 3 | 2012년 10월 16일 | 우크라이나, 키예프     | 우크라이나 | 1-0  | 1-0  | 2014년 FIFA 월드컵 지역 예선      |
| 4 | 2013년 3월 26일  | 몬테네그로, 포드고리차 | 잉글랜드   | 1-1  | 1-1  | 2014년 FIFA 월드컵 지역 예선      |
| 5 | 2013년 9월 6일   | 폴란드, 바르샤바       | 폴란드     | 1-1  | 1-1  | 2014년 FIFA 월드컵 지역 예선      |
| 6 | 2013년 10월 11일 | 잉글랜드, 런던         | 잉글랜드   | 1-2  | 1-4  | 2014년 FIFA 월드컵 지역 예선      |
| 7 | 2014년 3월 5일   | 몬테네그로, 포드고리차 | 가나       | 1-0  | 1-0  | 친선경기                          |
| 8 | 2015년 6월 14일  | 스웨덴, 솔나           | 스웨덴     | 1-3  | 1-3  | 2016년 UEFA 유로 예선             |

## 수상 내역
| 알아흘리 SFC - 사우디 크라운 프린스컵 ● 준우승 (1): 2006 인천 유나이티드 FC - FA컵 ● 3위 (1): 2007 - 리그컵 ● 3위 (1): 2007 FC 서울 - K리그1 ● 우승 (3): 2010, 2012, 2016 ● 준우승 (1): 2008 - FA컵 ● 준우승 (1): 2016 - 리그컵 ● 우승 (1): 2010 ● 3위 (1): 2009 - AFC 챔피언스리그 ● 준우승 (1): 2013 ● 3위 (1): 2016 베이징 궈안 - 중국 슈퍼리그 ● 준우승 (1): 2014 수원 삼성 블루윙즈 - FA컵 ● 1위 (1): 2019 ● 3위 (1): 2018 - AFC 챔피언스리그 ● 3위 (1): 2018 | - 2010년 리그컵 득점상 수상 - 2010년 K리그 베스트 11 선정 - 2010년 K리거들이 뽑은 최고의 K리거 선정 - 2011년 K리그 득점상 수상 - 2011년 K리그 베스트 11 선정 - 2012년 K리그 최우수선수상 수상 - 2012년 K리그 득점상 수상 - 2012년 K리그 베스트 11 선정 - 2012년 K리그 '팬'타스틱 플레이어 선정 - 2013년 K리그 득점상 수상 - 2013년 K리그 베스트 11 선정 |

## 경기 스타일
187cm의 이상적인 체격 조건을 지녔고, 유연성과 발재간, 개인기를 두루 갖추었다. 볼 키핑과 드리블, 결정력과 돌파력이 발군이며, 수비에 적극 가담할 정도로 활동량이 많은 점 또한 데얀의 장점 중 하나이다. 느린 주력과 키에 비해 떨어지는 헤딩력이 단점으로 꼽히기는 하나 양발을 모두 사용하는 능력과 왕성한 활동량으로 그 단점을 극복하고 있다.

## 등번호

### K리그
- 10 (2007년,  인천 유나이티드)
- 11 (2008년,  FC 서울)
- 10 (2009년 ~ 2013년,  FC 서울)
- 9 (2016년 ~ 2017년 ,  FC 서울)
- 10 (2018년 ~ 2019년 ,  수원 삼성 블루윙즈)
- 27 (2020년 ~ ,  대구 FC)

### 중국 슈퍼리그
- 10 (2014년,  장쑤 순톈)
- 27 (2014년,  베이징 궈안)
- 10 (2015년,  베이징 궈안)

## 기타
- 데얀은 보스니아 헤르체고비나의 모스타르에서 태어났으나 내전 중이라서 세르비아로 피난갔고 그 곳에서 국적을 취득하였다.[25]2007년 인천 시절과[26] 2008년 전반기까지는 세르비아 국적이었으나 몬테네그로로 국적을 취득하였고 2008년 8월 몬테네그로 축구 국가대표팀에 발탁되었다. (세르비아와 몬테네그로 이중국적자일 가능성 존재)
- 데얀은 FC 서울 소속으로 활동 중이던 2009년 5월 31일에 세르비아에서 결혼식을 올렸다.[27]
- 데얀은 2009년 11월 1일에 열린 전남 드래곤즈와의 경기에서 골을 넣은 뒤 전남 드래곤즈 벤치 앞으로 달려가 자신의 유니폼을 벗어 던지는 골 세리머니를 하다 퇴장당하기도 했다.[28]
- 데얀이 2016년 복귀 후 그 해 괌 전지훈련에서 시즌 예상을 해달라는 질문에 Champion, Like Always (챔피언, 언제나 그랬듯이)[29]이라고 답변하였고 이 후 2016시즌 챔피언을 목표로 하는 구단 캐치프레이즈가 되어 홍보 영상, 구단 상품 등등에 널리 사용되었다.[30]
- 데얀은 1981년생이다.
- 데얀은 2018년 1월 4일에 FC 서울의 라이벌 팀인 수원 삼성 블루윙즈로 이적하여 축구팬들 사이에서 커다란 이슈가 되었다.[31]
- 데얀은 FC 서울과 재계약을 희망했었으나, FC 서울측에서 데얀과 재계약을 하지 않기로 결정하였고, 데얀에게 은퇴를 권유하였다.[32]
- 데얀은 FC 서울의 감독 황선홍과의 불화로 인해 팀을 떠났다는 의혹도 있다.[33]
- FC 서울의 황선홍 감독은 2018시즌에도 데얀과 당연히 함께한다고 했었지만, 재계약하지 않았다.[34]

## 참고 자료
- 데얀 인터뷰 - 한국프로축구연맹 (2007년 8월 27일)
- FC서울 웹진 3월호 - 그 남자의 이야기, 세르비아 특급 데얀의 My story (2008년 3월 5일)[깨진 링크(과거 내용 찾기)]
- 데얀 인터뷰 - 베스트일레븐 (2011년 6월 23일)
- 데얀 인터뷰 - 베스트일레븐 (2011년 6월 30일)
- 데얀, 몰리나 인터뷰 - 베스트일레븐 (2012년 5월 3일)
- So long! 데얀 - ① 데얀의 7년, K리그 한 시대의 완결 (2014년 1월 7일)
- So long! 데얀 - ② 데얀은 하루아침에 만들어지지 않았다 (2014년 1월 7일)
- So long! 데얀 - ③ 데얀이 뛰어 넘은 외인 골잡이 'TOP10' (2014년 1월 7일)
- So Long! 데얀 - ④ K리그 외국인 선수 연대기…호세부터 마토까지 (2014년 1월 7일)
- 돌아온 데얀, “심장이 다시 뜨거워졌다” (2016년 2월 13일)
- 데얀이 말하는 슈돌 - 전북에 대박이 있으면 서울에 '요정 페트라' 있다 (2016년 2월 19일)
- 서호정의 킥오프 - 데얀, “난 서울에서 은퇴할 거다. 의심마라”
- '진행형 레전드' FC서울 데얀 "뱃살과 골 욕심, 나는 10년째 변함없다"